# Hets Hatsafon
A  Hets Hatsafon (literalmente Flecha do Norte), é uma corrida de ciclismo de um dia que se desenvolve no mês de maio ou junho em Israel desde 2011.
A prova faz parte do calendário do UCI Europe Tour em categoria 1.2 em 2016. Ela baixou de estatuto a uma prova do calendário nacional em 2017.

## Palmarés
| Ano  | Ganhador          | Segundo          | Terceiro       |
| ---- | ----------------- | ---------------- | -------------- |
| 2011 | Ilan Kolton       | Ayal Rahat       | Yuval Dolin    |
| 2012 | Ayal Rahat        | Roy Goldstein    | Daniel Eliad   |
| 2013 | Guy Gabay         | Niv Libner       | Yaniv Levy     |
| 2014 | Dmytro Grabovskyy | Artem Topchanyuk | Niv Libner     |
| 2015 | Guy Sagiv         | Ben Einhorn      | Aviv Yechezkel |
| 2016 | Guy Gabay         | Emanuel Piaskowy | Marko Pavlič   |
| 2017 | Dor Dviri         | Eytan Levy       | Saar Hershler  |